# Население Киева
Киев является самым густонаселённым городом Украины, значительно опережая по численности населения следующий за ним Харьков. С населением 2,967 миллиона человек по состоянию на 1 марта 2020 года его территория государственного подчинения также является одной из самых густонаселённых административно-территориальных единиц страны, что во многом объясняется давней миграционной привлекательностью Киева в качестве столицы страны. В начале 2015 года в его границах проживало почти 7 % населения Украины.
Несмотря на активное снижение численности населения постсоветской Украины, уменьшение населения Киева наблюдалось лишь в 90-х годах, снизившись с 3 до 2,6 млн жителей. В 2000-е и 2010-е годы потерянное население восполнилось миграцией из других регионов. Примерно 10 % лиц, постоянно де-факто проживающих в Киеве, прописаны в других регионах Украины.

## Население
Хронология наличного населения Киева со времен Киевской Руси по 2022 год. Данные указаны на 1 января указанного года в таблице.
| Год  | Население | Площадь города в кв км. | Плотность населения на 1 кв. км. | Градоначальник города                          |
| ---- | --------- | ----------------------- | -------------------------------- | ---------------------------------------------- |
| 1000 | 10 000    |                         |                                  |                                                |
| 1241 | 35 000    |                         |                                  |                                                |
| 1482 | 8 000     |                         |                                  |                                                |
| 1552 | 6 000     |                         |                                  |                                                |
| 1571 | 12 000    |                         |                                  |                                                |
| 1647 | 15 000    |                         |                                  |                                                |
| 1666 | 12 000    |                         |                                  |                                                |
| 1742 | 20 000    |                         |                                  |                                                |
| 1770 | 20 000    |                         |                                  |                                                |
| 1797 | 19 000    |                         |                                  |                                                |
| 1811 | 23 300    |                         |                                  |                                                |
| 1835 | 36 500    |                         |                                  |                                                |
| 1840 | 44 700    |                         |                                  |                                                |
| 1850 | 42 000    |                         |                                  |                                                |
| 1856 | 56 000    |                         |                                  |                                                |
| 1861 | 65 000    |                         |                                  |                                                |
| 1865 | 71 300    |                         |                                  |                                                |
| 1872 | 120 000   | 45,8                    | 2620                             |                                                |
| 1874 | 127 300   | 45,8                    |                                  |                                                |
| 1880 | 188 500   | 45,8                    | 4116                             |                                                |
| 1884 | 154 500   | 45,8                    | 3301                             |                                                |
| 1894 | 200 000   | 48,6                    | 4115                             |                                                |
| 1897 | 247 700   | 48,6                    | 5096                             |                                                |
| 1900 | 260 000   | 48,6                    |                                  |                                                |
| 1905 | 450 000   | 64,3                    |                                  |                                                |
| 1907 | 404 000   | 64,3                    | 6283                             |                                                |
| 1913 | 595 000   | 64,3                    |                                  |                                                |
| 1914 | 626 300   | 123,47                  | 5072                             |                                                |
| 1917 | 430 500   | 174                     | 2474                             |                                                |
| 1919 | 544 000   | 174                     | 3126                             |                                                |
| 1922 | 366 000   | 440                     | 831                              |                                                |
| 1926 | 513 637   | 440                     | 1167                             |                                                |
| 1928 | 538 000   | 440                     |                                  |                                                |
| 1930 | 578 000   | 440                     | 1313                             |                                                |
| 1933 | 608 000   | 440                     | 1382                             |                                                |
| 1937 | 775 850   | 440                     | 1763                             |                                                |
| 1939 | 846 724   | 440                     | 1924                             |                                                |
| 1940 | 930 000   | 680                     | 1367                             |                                                |
| 1943 | 180 000   | 680                     | 265                              |                                                |
| 1944 | 250 000   | 680                     | 390                              |                                                |
| 1945 | 472 000   | 680                     | 994                              |                                                |
| 1948 | 742 000   | 680                     | 1546                             |                                                |
| 1956 | 991 000   | 680                     | 1457                             |                                                |
| 1959 | 1 104 334 | 680                     | 1624                             |                                                |
| 1961 | 1 174 000 | 769                     | 1526                             |                                                |
| 1964 | 1 303 000 | 769                     | 1694                             |                                                |
| 1965 | 1 332 000 | 775                     | 1719                             |                                                |
| 1966 | 1 367 200 | 775                     | 1787                             |                                                |
| 1967 | 1 400 000 | 775                     | 1830                             |                                                |
| 1968 | 1 456 800 | 775                     | 1904                             |                                                |
| 1970 | 1 631 908 | 777                     | 2100                             |                                                |
| 1971 | 1 693 000 | 777                     | 2178                             |                                                |
| 1972 | 1 694 000 | 777                     | 2180                             |                                                |
| 1973 | 1 827 000 | 777                     | 2351                             |                                                |
| 1974 | 1 887 000 | 777                     | 2428                             |                                                |
| 1975 | 1 947 000 | 777                     | 2505                             |                                                |
| 1976 | 2 013 000 | 777                     | 2590                             |                                                |
| 1977 | 2 015 000 | 777                     | 2593                             |                                                |
| 1979 | 2 137 000 | 777                     | 2750                             |                                                |
| 1981 | 2 232 000 | 782                     | 2854                             |                                                |
| 1982 | 2 304 000 | 790                     | 2916                             |                                                |
| 1983 | 2 362 000 | 790                     | 2989                             |                                                |
| 1984 | 2 420 000 | 790                     | 3063                             |                                                |
| 1985 | 2 462 000 | 790                     | 3116                             |                                                |
| 1989 | 2 602 800 | 827                     | 3147                             |                                                |
| 1990 | 2 624 400 | 827                     | 3173                             |                                                |
| 1991 | 2 643 400 | 827                     | 3196                             |                                                |
| 1992 | 2 651 300 | 827                     | 3205                             |                                                |
| 1993 | 2 654 600 | 827                     | 3209                             | Косаковский Леонид Григорович (род. 1950 г.)   |
| 1994 | 2 653 500 | 827                     | 3208                             | Косаковский Леонид Григорович (род. 1950 г.)   |
| 1995 | 2 643 800 | 827                     | 3196                             | Омельченко Олександр Григорович (род. 1938 г.) |
| 1996 | 2 638 700 | 827                     | 3190                             | Омельченко Олександр Григорович (род. 1938 г.) |
| 1997 | 2 630 400 | 827                     | 3180                             | Омельченко Олександр Григорович (род. 1938 г.) |
| 1998 | 2 629 300 | 827                     | 3179                             | Омельченко Олександр Григорович (род. 1938 г.) |
| 1999 | 2 626 500 | 827                     | 3175                             | Омельченко Олександр Григорович (род. 1938 г.) |
| 2000 | 2 631 900 | 827                     | 3182                             | Омельченко Олександр Григорович (род. 1938 г.) |
| 2001 | 2 615 300 | 827                     | 3162                             | Омельченко Олександр Григорович (род. 1938 г.) |
| 2002 | 2 611 300 | 827                     | 3157                             | Омельченко Олександр Григорович (род. 1938 г.) |
| 2003 | 2 621 700 | 827                     | 3170                             | Омельченко Олександр Григорович (род. 1938 г.) |
| 2004 | 2 639 000 | 827                     | 3191                             | Омельченко Олександр Григорович (род. 1938 г.) |
| 2005 | 2 666 400 | 827                     | 3224                             | Омельченко Олександр Григорович (род. 1938 г.) |
| 2006 | 2 693 200 | 839                     | 3210                             | Леонид Михайлович Черновецкий (род. 1951 г.)   |
| 2007 | 2 718 100 | 839                     | 3239                             | Леонид Михайлович Черновецкий (род. 1951 г.)   |
| 2008 | 2 740 233 | 839                     | 3266                             | Леонид Михайлович Черновецкий (род. 1951 г.)   |
| 2009 | 2 765 500 | 839                     | 3296                             | Леонид Михайлович Черновецкий (род. 1951 г.)   |
| 2010 | 2 785 100 | 839                     | 3319                             | Леонид Михайлович Черновецкий (род. 1951 г.)   |
| 2011 | 2 799 200 | 839                     | 3336                             | Александр Павлович Попов (род. 1960 г.)        |
| 2012 | 2 814 300 | 839                     | 3390                             | Александр Павлович Попов (род. 1960 г.)        |
| 2013 | 2 845 023 | 839                     | 3356                             | Александр Павлович Попов (род. 1960 г.)        |
| 2014 | 2 868 702 | 839                     | 3419                             | Кличко Виталий Владимирович (род. 1971 г.)     |
| 2015 | 2 888 000 | 847,66                  | 3407                             | Кличко Виталий Владимирович (род. 1971 г.)     |
| 2016 | 2 906 600 | 847,66                  | 3419                             | Кличко Виталий Владимирович (род. 1971 г.)     |
| 2017 | 2 925 761 | 847,66                  | 3451                             | Кличко Виталий Владимирович (род. 1971 г.)     |
| 2018 | 2 934 500 | 847,66                  | 3462                             | Кличко Виталий Владимирович (род. 1971 г.)     |
| 2019 | 2 950 819 | 847,66                  | 3481                             | Кличко Виталий Владимирович (род. 1971 г.)     |
| 2020 | 2 967 360 | 847,66                  | 3500                             | Кличко Виталий Владимирович (род. 1971 г.)     |
| 2021 | 2 962 180 | 847,66                  | 3495                             | Кличко Виталий Владимирович (род. 1971 г.)     |
| 2022 | 2 950 702 | 847,66                  | 3487                             |                                                |

## Миграция
Важнейшую роль в формировании населения Киева играет миграция, причём преимущественно сельская. Она позволяет городу сохранять относительно молодую возрастную структуру и сохранять высокий (для Украины) естественный прирост населения: так, даже в сложный экономический период между 1989—2001 годами население столицы выросло на 3 %. Но она также оказывает существенное влияние на трансформацию национально-языковой среды города.
Важнейшую роль миграции подтверждают как переписи населения, так и недавние опросы. Согласно опросу 2014 года, только 45,0 % опрошенных родились в Киеве. При этом лишь у 18,9 % жителей столицы оба родителя также родились в Киеве. Коренные киевляне при этом значительно отличаются по национальной принадлежности, а ещё разительнее — по языковым предпочтениям от некоренных киевлян, которые в настоящее время составляют большинство (55,0 %) постоянного населения столицы.

### Распределение населения, прибывшего в Киев по территориям выбытия в течение 1968—1969 гг. 1970 год. Перепись
| Миграция по территориям выбытия | Из других городов республики | Из сёл республики | Из других городов других республик | Из сёл других республик |
| Доля в населении                | 43,8 %                       | 56,2 %            | 81,6 %                             | 18,4 %                  |

В советский период население Киева быстро росло как за счёт внутри республиканской (где преобладал поток селян), так и за счёт межреспубликанской миграции (где явным было преобладание горожан). Что касается внутриреспубликанской миграции в УССР, то в советский период население Киева (а также таких городов как Минск, Тбилиси, Вильнюс, Кишинёв, Фрунзе, Душанбе, Ереван) пополнялись мигрантами преимущественно из сёл, а не из других городов республики, как это было, например, в Москве или Таллине.

## Естественное движение населения
Благодаря миграции, на всём протяжении XX века, особенно во второй его половине, в Киев активно прибывали молодые мигранты из украиноязычных регионов. В результате и в самой столице сохраняется относительно благоприятная половозрастная структура, способствующая поддержанию относительно благополучной репродуктивной ситуации. Так в 2012 году, согласно официальным данным, население Киева возросло на 30,77 тыс. чел., в том числе благодаря положительному сальдо миграционного прироста — на 24,72 тыс. человек (по этому показателю Киев является абсолютным лидером Украины), но также и за счёт положительного естественного прироста — на 6,05 тыс.

## Национальный состав
В 1897 году население города (247 723 чел.) по признаку родного языка было разделено на следующие группы: Украинцы — 55 100 чел. (22,2 %), Русский — 134 300 чел. (54,2 %), еврейский — 29 937 чел. (12,08 %), польский — 16 579 чел. (6,69 %), немецкий — 4 354
чел. (1,76 %), белорусский — 2 797 чел. (1,13 %), татарский — 1 133 чел. (0,46 %). В первой половине XX века Киев пережил довольно быструю трансформацию из небольшого города с преобладанием этнических русских в крупный мегаполис, активно вбирающий в себя выходцев из украинских сёл. В 1989 году 72,5 % населения Киева определили себя как украинцы (по этому показателю город стал одной из самых коренизированных столиц республик СССР), 20,9 % — как русские, 3,9 % — как евреи. Далее по численности следовали белорусы и поляки. При этом Киев, а также Крымская область и Севастополь, куда направлялся мощный поток внутри украинской миграции, были единственными регионами Украины, где в советский период доля этнических украинцев росла, а русских падала, причём в Киеве — более чем вдвое, при абсолютном росте.
Особенно ускорился этот процесс после обретения независимости Украиной, когда практически все дети от смешанных браков стали идентифицировать себя как украинцы. При этом более детальный анализ опросов показывает, что сохраняются существенные различия в этнической самоидентификации уроженцев Киева (среди которых до 90 % определяют себя как украинцы и только 7 % — как русские) и неуроженцев (83 % — украинцы, 13 % — русские), большинство которых — это люди старшего поколения, приехавшие в Киев по распределению ещё в советское время).
Еврейская община также сильно сократилась во второй половине XX века из-за ассимиляции, эмиграции и естественной убыли, и в настоящее время практически исчезла с видимой этнической карты города.
В конце ХХ—начале XXI веков в Киеве сформировались иммигрантские общины из представителей национальностей стран дальнего зарубежья, к которым относятся вьетнамцы, афганцы, арабы, турки, курды, пакистанцы, выходцы из стран Африки. Многие из них поначалу появлялись в Киеве  как транзитные мигранты на пути в страны ЕС, но со временем они интегрировались в киевское сообщество часто посредством трудоустройства на крупных рынках или же браков с местным славянским населением.

## Языковой состав
Комментируя итоги первой переписи населения 2001 года, журнал «Демоскоп» назвал Киев «скорее украиноязычным (во всяком случае, желающим казаться таковым)». По данным последней переписи населения 2001 года, 72,1 % киевлян назвали родным языком украинский, 25,3 % — русский.
По данным за 2014 год, уроженцы Киева в большинстве своём (53 %) предпочитали использовать русский язык для общения в семье. Для сравнения, среди мигрантов таких оказалось лишь 19 %. Примечательно однако и то, что почти половина мигрантов (49 %) по прибытии в Киев внутри семьи начинали пользоваться русским и украинским языками в равных объёмах. Доля внутрисемейного русско-украинского двуязычия среди коренных киевлян была заметно меньше (35 %), но она оставалась значительной.
По данным опроса, проведённого Социологической группой «Рейтинг» с 16 ноября по 10 декабря 2018 года в рамках проекта «Портрети Регіонів», 65 % жителей Киева считали, что украинский язык должен быть единственным государственным языком на всей территории Украины. 10 % считали, что украинский язык должен быть единственным государственным языком, а русский — вторым официальным в некоторых регионах страны. 17 % считали, что русский должен стать вторым государственным языком страны. 7 % затруднились с ответом.
В настоящее время украинский язык является основным и единственным официальным языком Киева.
Полномасштабное вторжение России на Украину спровоцировало новую волну украинизации столицы Украины, всё больше людей предпочитают говорить на украинском языке. Согласно опросу, проведенному Международным республиканским институтом в апреле-мае 2023 года, на украинском дома разговаривают 59 % населения города, на русском — 38 %.
20 апреля 2023 года решением Киевского городского совета в Киеве утверждена «Городская Концепция утверждения украинского языка во всех сферах общественной жизни города Киева на 2023—2025 годы», главной целью которой является усиление позиций украинского языка в различных сферах общественной жизни города.
13 июля 2023 года решением Киевского городского совета в Киеве был введён мораторий на публичное использование русскоязычного культурного продукта.
Согласно опросу, проведённому Международным республиканским институтом в апреле-мае 2024 года, на украинском дома разговаривали 73 % населения города, на русском — 54 % (в отличие от опроса 2023 года был разрешён выбор нескольких вариантов).
По данным исследования Центра контент-анализа, проведённого в период с 15 августа по 15 сентября 2024 года, темой которого стало соотношение украинского и русского языков в украинском сегменте социальных сетей, в Киеве на украинском языке писалось 68,0 % сообщений (в 2023 году — 63,2 %, в 2022 году — 53,3 %, в 2020 году — 18,1 %), на русском — 32,0 % (в 2023 году — 36,8 %, в 2022 году — 46,7 %, в 2020 году — 81,9 %).
После провозглашения Украиной независимости в городе, как и в стране в целом, происходит постепенная украинизация русифицированной в советское время системы образования. Динамика соотношения языков преподавания в учреждениях общего среднего образования в Киеве:
| Язык преподавания | Учебный год | Учебный год | Учебный год | Учебный год | Учебный год | Учебный год | Учебный год | Учебный год | Учебный год | Учебный год | Учебный год | Учебный год | Учебный год | Учебный год |
| Язык преподавания | 1991/92     | 1992/93     | 1993/94     | 1994/95     | 1995/96     | 2000/01     | 2005/06     | 2007/08     | 2010/11     | 2012/13     | 2015/16     | 2018/19     | 2021/22     | 2022/23     |
| ----------------- | ----------- | ----------- | ----------- | ----------- | ----------- | ----------- | ----------- | ----------- | ----------- | ----------- | ----------- | ----------- | ----------- | ----------- |
| Украинский        | 30,9 %      | 41,7 %      | 54,5 %      | 63,4 %      | 70,0 %      | 93,0 %      | 96,0 %      | 97,0 %      | 97,0 %      | 97,0 %      | 97,0 %      | 97,0 %      | 99,00 %     | 99,98 %     |
| Русский           | 69,1 %      | 58,3 %      | 45,5 %      | 36,6 %      | 30,0 %      | 7,0 %       | 4,0 %       | 3,0 %       | 3,0 %       | 3,0 %       | 3,0 %       | 3,0 %       | 0,89 %      | —           |

С 2022/23 учебного года все остававшиеся в Киеве русскоязычные классы были украинизированы, русский язык в школах города не преподают даже факультативно.
По данным Государственной службы статистики Украины в 2023/24 учебном году в Киеве из 331 774 учащихся в учреждениях общего среднего образования 331 700 (99,98 %) обучались в украиноязычных классах.
По данным Государственной службы статистики Украины в 2024/25 учебном году в Киеве из 330 233 учащихся в учреждениях общего среднего образования 330 148 (99,97 %) обучались в украиноязычных классах.